# Combattimento di San Michele Mondovì
Il combattimento di San Michele Mondovì si svolse il 19 aprile 1796 nell'omonimo comune del Piemonte e contrappose la divisione francese del generale Jean Mathieu Philibert Sérurier a un corpo d'armata piemontese comandato dal generale Jean-Gaspard Dichat de Toisinge. Lo scontro si concluse con la vittoria dei sabaudi.

## Contesto storico
Durante le prime battaglie della campagna d'Italia, Napoleone Bonaparte sconfisse l'esercito austriaco di Beaulieu e lo respinse verso nord-est, per poi rivoltarsi contro i piemontesi a ovest. Il generale Colli-Marchini cercò di fermare l'avanzata dell'avversario con azioni di retroguardia, come nella battaglia di Millesimo il 13 aprile e a Ceva il 16. Nonostante queste difficoltà, Bonaparte spinse l'esercito sabaudo verso ovest, verso la fortezza di Cuneo e le pianure del Piemonte. Il 18 aprile Colli-Marchini approfittò del torrente Corsaglia e attese l'arrivo dei francesi. Lasciò al suo subordinato, il generale Jean-Gaspard Dichat de Toisinge, il compito di difendere la posizione con 8 000 soldati e 15 cannoni.
Da parte sua, Bonaparte inviò la divisione del generale Jean Mathieu Philibert Sérurier davanti a San Michele Mondovì e ordinò alla divisione di Augereau di attraversare il Tanaro per fiancheggiare la posizione piemontese a nord. La divisione di Massena occupò le montagne a nord di Ceva e minacciò le linee di comunicazione di Colli-Marchini con Torino, mentre la cavalleria francese del generale Stengel marciava per supportare Sérurier. Nel frattempo, le truppe del generale Laharpe si accontentavano di osservare i movimenti degli austriaci ad Acqui Terme.

## Svolgimento

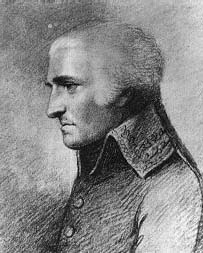
Il generale Jean Mathieu Philibert Sérurier. Ritratto del XIX secolo.

Tuttavia, non tutto stava andando come previsto per i francesi. I soldati di Augereau, bloccati dall'acqua alta e dal fuoco di cinque pezzi di artiglieria, non riuscirono ad attraversare il Tanaro e un attacco condotto la mattina dalla divisione di Sérurier sul ponte di San Michele Mondovì fu respinto con perdite. 
Poco dopo, i fucilieri del generale Guieu scoprirono una passerella che attraversava il fiume a sud, nei pressi della frazione di Torre Mondovì. La brigata di Guieu si fece quindi avanti con forza e sfondò il fianco destro dell'esercito piemontese. I difensori si ritirarono in disordine, consentendo alla brigata francese di Fiorella di attraversare a sua volta il ponte e occupare la città. Nella confusione, Colli-Marchini fu quasi fatto prigioniero; Dichat venne catturato, ma riuscì a fuggire dopo aver corrotto la sua guardia.
Le truppe francesi, affamate, mal pagate e indisciplinate, non sfruttarono il loro successo e cominciarono a saccheggiare la città. Una compagnia di granatieri svizzeri al servizio dell'esercito sabaudo, approfittando della distensione francese, riconquistò parte della città. Un contrattacco generale condotto da Colli-Marchini nel primo pomeriggio cacciò la divisione di Sérurier da San Michele Mondovì, ad eccezione della brigata di Guieu, che riuscì a mantenere il terreno. 
Lo storico britannico Martin Boycott-Brown stima le perdite francesi a circa 600 tra morti e feriti, rispetto ai soli 300 piemontesi.

## Conseguenze
Il giudizio di Abel Hugo sulle conseguenze della battaglia è inequivocabile:
Il 20 aprile Bonaparte inviò in avanti la divisione di Massena mentre il resto delle truppe riposò. A nord, Beaulieu esitò a venire in aiuto del suo alleato. 
Nella notte del 20 aprile, Colli-Marchini decise di lasciare la sua posizione lungo il Corsaglia e di ritirarsi dietro il fiume Ellero, verso Mondovì. Dopo aver distrutto i ponti e lasciato accesi i fuochi da campo, i soldati di Colli-Marchini si ritirarono verso sera. A mezzanotte, Bonaparte, constatata la partenza dei suoi avversari, ordinò immediatamente l'inseguimento sfruttando un guado scoperto dai suoi esploratori.
I piemontesi furono catturati e sconfitti il giorno dopo nella battaglia di Mondovì, che li costrinse a firmare l'armistizio di Cherasco il 28 aprile 1796.